# غرفة التجارة والصناعة الصومالية
غرفة التجارة والصناعة الصومالية (SCCI) هي منظمة تجارية مقرها في مقديشو، الصومال. وهي بمثابة مجموعة شاملة لمجتمع الأعمال المحلي. العضوية مفتوحة أيضًا للمستثمرين الدوليين.

## أنظر أيضاً
- البنك الصومالي الأول

## ملحوظات خارجية
1. ↑  "Membership". Somali Chamber of Commerce and Industry. مؤرشف من الأصل في 2016-03-04. اطلع عليه بتاريخ 2014-05-15.

## روابط خارجية
- غرفة التجارة والصناعة الصومالية - الموقع الرسمي